# Marcello Mugnaini
Marcello Mugnaini (Montemignaio, 12 novembre 1940) è un ex ciclista su strada italiano.
Professionista dal 1964 al 1969, conta due vittorie di tappa al Giro d'Italia e una al Tour de France.

## Carriera
Dopo una brillante carriera tra i dilettanti, vincitore tra l'altro di un Giro del Lazio, un Giro dell'Umbria, un secondo posto al giro della Valle d'Aosta nel 1962, prese parte ad un Tour de l'Avenir con la Nazionale dilettanti classificandosi al quarto posto nella classifica generale e vincendo ad Aurillac per distacco una delle tappe più importanti. Passò al professionismo nel 1964 e al suo debutto nel Giro d'Italia, vinto da Jacques Anquetil, ottenne il settimo posto e una vittoria nella tappa da Lavarone a Pedavena. L'anno seguente finì il Giro al quarto posto nella classifica finale. Sempre nel 1965 vinse una tappa al Tour de Suisse, la Bellinzona-Château-d'Œx di 303 chilometri, concludendo la classifica finale al terzo posto.
Nel 1966 partecipò al Tour de France vincendo una tappa, la Pau-Luchon, e concludendolo al quinto posto nella graduatoria finale, primo degli italiani. Nel 1967 vinse un'altra tappa al Giro d'Italia, la Trento-Tirano.
La sua carriera, piena di piazzamenti anche nelle gare in linea, si concluse praticamente al Tour de France 1967, che abbandonò alla tredicesima tappa per una rovinosa caduta che gli procurò numerose fratture. Provò ancora a correre per altri due anni senza tuttavia conseguire ulteriori risultati.

## Palmarès
- 1962

Trofeo Minardi
- 1963

6ª tappa Tour de l'Avenir
- 1964

8ª tappa Giro d'Italia (Lavarone > Pedavena)
- 1965

6ª tappa Tour de Suisse (Bellinzona > Château-d'Oex)
CIRCUITO DI MAGGIORA (NO)
- 1966

11ª tappa Tour de France (Pau > Luchon)
- 1967

21ª tappa Giro d'Italia (Trento > Tirano)

## Piazzamenti

### Grandi Giri
- Giro d'Italia

1964: 7º
1965: 4º
1966: 14º
1967: 14º
- Tour de France

1966: 5º
1967: ritirato (13ª tappa)

### Classiche monumento
- Milano-Sanremo

1964: 47º
1965: 15º
- Giro di Lombardia

1965: 9º
1966: 14º